# ネオ・ラマルキズム
ネオ・ラマルキズム（英: Neo-Lamarckism、新ラマルク説）とは、進化論の歴史において、ダーウィンの説に批判的で、ラマルクの説に近い立場をとる論の総称である。

## ラマルク説とその流れ
ラマルク説と同様の進化観は古くから存在していたが、その主張を明確に整理したのがジャン＝バティスト・ラマルクであった。以降、ラマルクのものと解釈されるようになった彼が説明した進化論は「用不用説」と呼ばれている。生物がよく使用する器官は発達し、使わない器官は退化するという用不用の考えと、それによって個々の個体が得た形質（獲得形質）がその子孫に遺伝するという「獲得形質の遺伝」を2本柱としている。また、彼は、生物の進化は、その生物の求める方向へ進むものと考え、生物の主体的な進化を認めた。彼の説明は観念的であり、生物の進化と言う概念を広く認めさせることができなかったが、彼がまとめた「内在する進化傾向」や「個体の主体性」はその後現在に至るまで特に非生物学者から人気があるという。
チャールズ・ダーウィンの自然選択説が1859年に発表されると、生物の進化と言う概念は大論争の後に広く認められた。しかし自然選択説が受け入れられるには長い時間がかかった。彼の説は、「同種内の個体変異が生存と繁殖成功率の差（自然選択）をもたらし、その差が進化の方向を決める」というものである。後に遺伝の法則が発見され、個体変異の選択だけではその範囲を超える進化は起こり得ないことが明らかになった。しかし直後に発見された突然変異を導入することでこの難点は避けられる。こうして、彼の元の説の難点を補正した説は次第に「総合説」、「ネオダーウィニズム」と呼ばれるようになり、現在に至っている。
現代的な自然選択説では「個体変異から特定個体が選ばれる過程はごく機械的であり、個体変異の発生も機械的なもの」と考えている。「突然変異は全くの偶然に左右されるもの」と考えられている。つまり、「その過程に生物の意思や主体性が発揮される必要はない」と考えているのである。
しかし、たとえば一般の人間にチョウの擬態などを見せれば、「どうやってこんなに自分の姿を他人に似せたのだろうか」といった感想がでることがある。この直感的な疑問は古くからあり、現在でも同様の感想をもつ専門家もいる。古生物の進化の系列や、野外における個々の生物の見事な適応を研究するうち、「これらを説明するためには、生物自身がそのような方向性を持っていると考えざるを得ない」とする専門家も現れた。彼らが好んだ説が生物に内在的な進化の方向を認める定向進化説である。
また、たとえば「鳥の飛行能力などは、複数の形質がそろわなければ、そのような能力獲得が難しい」と言われることもある。そのような立場を取る人によれば「ダーウィンの説明では、この問題への解答は困難である」と見なす。中間型の機能も、「生物自身がそのような方向性を何らかの形で持っている」とする。

## 獲得形質の遺伝を巡って
ダーウィニズムが進化論において主流の地位を占めた後でも、獲得形質の遺伝を証明しようとする実験が何度か行われている。特に有名なのは、オーストリアのパウル・カンメラーによるサンバガエルの実験である。彼は両生類の飼育に天才的な才能を持っていたと伝えられ、陸で交接を行い足に卵をつけて孵化まで保護するサンバガエルを、水中で交接・産卵させることに成功した。水中で交接するカエルには雄の前足親指の瘤があって、これは水中で雌を捕まえるときに滑り止めの効果があると見られる。本来この瘤はサンバガエルには存在しないのだが、カンメラーはサンバガエルを3世代にわたって水中産卵させたところ、2代目でわずかに、3代目ではっきりとこの瘤が発現したと発表した。つまり、水中で交接することでこの形質が獲得されたというのである。ところが公表された標本を他の研究者が検証してみたところ、この瘤はインクを注入されたものであることが発覚。実験自体が悪質な捏造であると判断され、カンメラーは自殺した。その後、サンバガエルの水中飼育に成功した例は存在しない。
カンメラーと同じ頃、ソビエト連邦ではイヴァン・ミチューリンによって獲得形質の遺伝が力説され、生物学界に一定の支持を得ていた。その中の一人であるトロフィム・ルイセンコはミチューリンの理論を発展させ、これを獲得形質と判断し独自の進化論を述べた。しかし、これには現象そのものの理解に問題があり、現在ではこれを支持するものはいない（ルイセンコ論争を参照）。
2000年ごろまでの分子遺伝学では、専ら「遺伝における情報の流れはDNAを翻訳して形質が発現する」とされ、「一方通行である」とされていた。この説、仮説を「セントラルドグマ」という。この仮説の枠内においては「個体が獲得した形質がDNAに情報として書き戻されることはあり得ない」とされる。つまり「獲得形質の遺伝は認められない」とする。この仮説は原則的には現在も広く認められているところである。ただし、この説は、すでに若干の例外となる現象、すなわち細胞レベルでの「遺伝子の後天的修飾」が知られるようにはなってきており、セントラルドグマが過大視されすぎたとして、それを修正するための研究が進行中である。このような研究は「エピジェネティックス」と呼ばれており、各国で盛んに研究が行われており、後天的修飾の起きる範囲は一体どの程度なのか（どの程度にとどまるのか）、その仕組みはどうなっているのか、といったことが日々解き明かされようとしてはいる。

## 生物の主体性を認める立場
「進化に関して、生物の側に何等かの主体的な方向づけができるはずだ」との説も繰り返し唱えられている。たとえば、アイマーなど複数の古生物学者によって展開された定向進化説は、生物の中に、何かの形で進化を方向づける仕組みがあることを想定している。その点でこの説はラマルクの流れを汲むものといってよい。今西錦司の説にも、これに似た部分がある。
エドワード・ドリンカー・コープは、「生物体にはもともと備わっている何らかの<<進化の原動力>>がある」とし、それを「growth force 成長力」と呼んだ。
カール・ネーゲリも、コープとほぼ同様の立場を採用し、「完成化の原理」という説明をし、これは「定向進化」の思想に発展することになった。